# Ermita de la Virgen de los Afligidos (Alfara de la Baronía)
La ermita de la Virgen de los Afligidos es un templo católico situado en la cima de la Muntanyeta de l'Ermita, en el municipio de Alfara de la Baronía, provincia de Valencia, Comunidad Valenciana, España. Es Bien de Relevancia Local con identificador número 46.12.024-002.

## Historia
El edificio fue construido entre 1690 y 1699.

## Descripción
Se encuentra en la cima de la llamada Muntanyeta de l’Ermita, cerro de 232 m s. n. m. que domina el núcleo poblacional. El edificio es de planta rectangular. Está construido en mampostería
La fachada es sencilla y en ella se encuentra la puerta de acceso. Hay sendas ventanas a ambos lados y, sobre la puerta, una tercera. El frontón cuvilíneo se remata con una espadaña con campana.

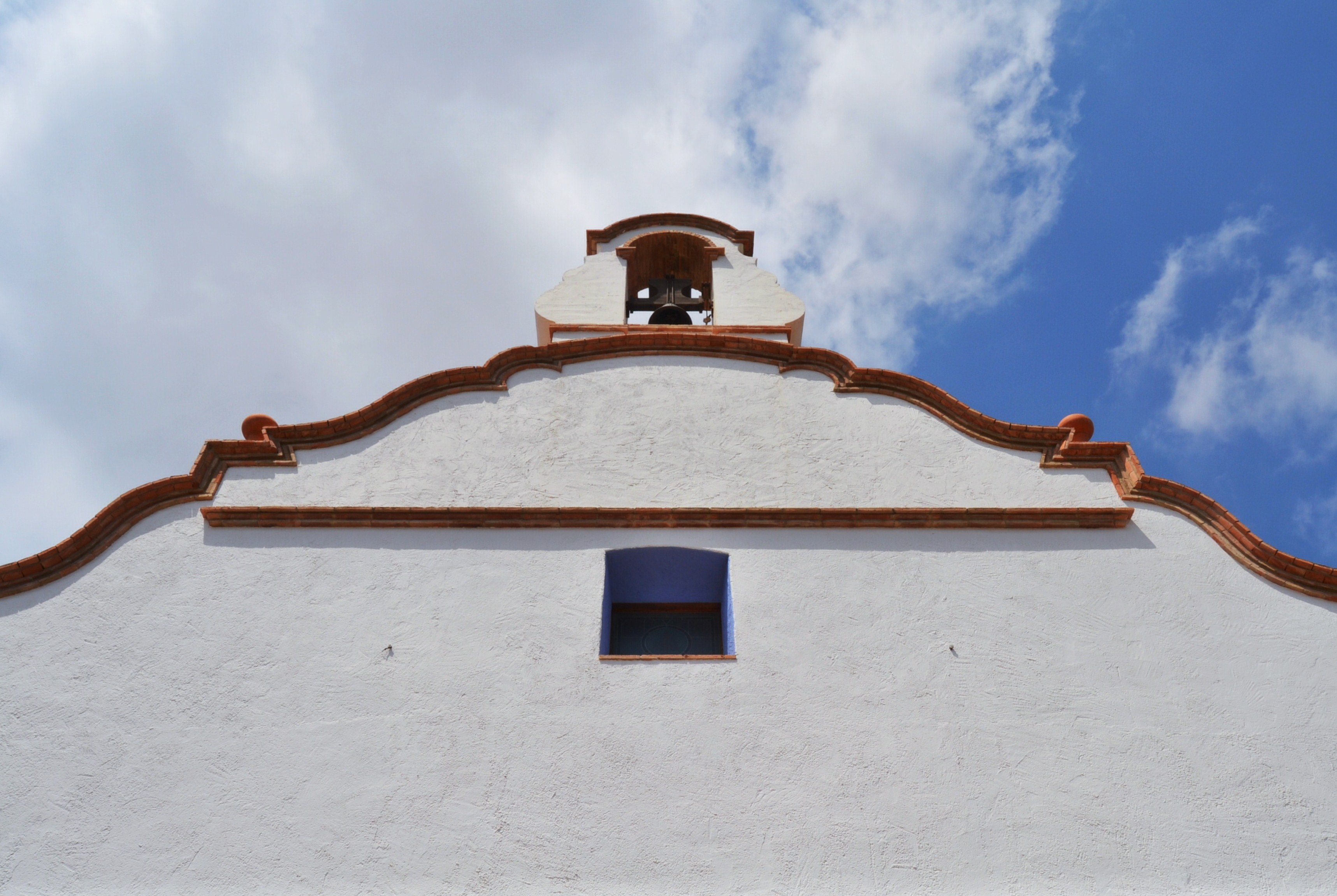
Espadaña

En el exterior pueden observarse los contrafuertes y la vivienda del ermitaño, cubierta por un tejado a una sola vertiente. El tejado del templo es a dos aguas.
El interior está cubierto por bóveda de cañón e iluminado por lunetos. La sencilla decoración es de estilo dórico. Hay cuatro capillas laterales entre los contrafuertes.
Se conserva en la ermita una talla de la titular datada hacia finales del siglo XVII, de un metro de altura y que descansa sobre un pedestal en una hornacina. El 8 de septiembre, con motivo de la fiesta de la Virgen de los Afligidos, patrona del municipio, se traslada a la imagen hasta el templo parroquial, donde permanece ocho días.